# Parafia św. Jana z Dukli w Częstochowie
Parafia Świętego Jana z Dukli w Częstochowie – rzymskokatolicka parafia, położona w dekanacie Częstochowa – św. Józefa, archidiecezji częstochowskiej w Polsce, erygowana w 1994. Utworzona przy klasztorze św. Jana z Dukli. Opiekę nad parafią sprawują bernardyni.